# Moravanka Jana Slabáka
Moravanka Jana Slabáka byla originální moravská dechová kapela, založená v roce 1971 kapelníkem  a trumpetistou Janem Slabákem. Spolu s jedenácti profesionálními muzikanty ze Státní filharmonie Brno dal dohromady dechovou kapelu, která měla v tehdejším Československu nečekaný ohlas. Přestože v roce 1985 prošlo její obsazení většími personálními změnami, hudba Moravanky byla oblíbená nejen na Moravě a Slovensku, ale i v zahraničí.
Její repertoár vycházel především z moravského folklóru, jmenovitě z folklóru pocházejícího z oblasti Slovácka, neboť tamní folklór je velmi osobitý, vitální i temperamentní.
Skupina ukončila svou činnost 29. prosince 2021 koncertem v Lomnici na Brněnsku.

## Diskografie
- 1974 Moravanka
- 1974 Moravanka poprvé
- 1975 Moravanka podruhé
- 1976 Moravanka potřetí
- 1977 Kyjováci to sú chlapci
- 1978 Moravanka z Podluží
- 1979 Horňané – Dolňané
- 1980 Pro každého něco
- 1980 Vánoce s Moravankou
- 1981 Česká a Moravská Beseda
- 1981 Vínko, vínko, vínečko
- 1982 Moravanka to je chasa veselá
- 1983 Moravanka podesáté
- 1984 Od dědiny k městečku
- 1985 Veselé vánoční hody
- 1986 Galakoncert Moravanky
- 1989 To nejlepší – Moravanka 1975–1985 – MC, CD
- 1990 Morava krásná zem – LP, MC, CD
- 1991 Lanžhočanú doma není – LP, MC, CD
- 1991 Padesátka – J. Slabáka a Moravanka – CD, MC
- 1991 Aus Böhmen kommt die Moravanka – MC, CD
- 1992 Napijme se na zdraví – MC, CD
- 1992 Písničky, které udělaly Moravanku 1 – MC, CD
- 1992 Die zwanzigste - Moravanka Jana Slabáka – MC, CD
- 1993 Moravanka op zijn best – MC, CD
- 1993 Moravanka na Slovensku – MC, CD
- 1993 Hody a dožínky s Moravankou – MC, CD
- 1993 Die Moravanka ihren Fans – CD
- 1993 Morava – Schönste Land VIDEOBAND mit Moravanka
- 1994 10x Karel Vacek, 9x Jan Slabák – MC, CD
- 1994 Moravanka spielt mit Karel Vacek – MC, CD
- 1995 Moravanka hraje J. Poncar, J. Vejvoda – MC, CD
- 1995 S Moravankou jinak – MC, CD
- 1995 Vánocní koledy – MC, CD
- 1995 Ässe der böhmischen Blasmusik – VHS
- 1996 Classic & swing – CD
- 1996 25 let Moravanky – MC, CD
- 1997 Pod májú – MC, CD
- 1997 Daheim ist daheim – VHS
- 1997 Moravanka "Die schönsten instrumental Hits der Volksmusik" – CD
- 1998 Písničky, které udělaly Moravanku 2 – MC, CD
- 1999 Písničky, které udělaly Moravanku 3 – MC, CD
- 1999 Je to nádherný – MC, CD
- 1999 Zlatá Moravanka – MC, CD
- 1999 Hity Moravanky – MC, CD
- 2000 Moravanka Instrumental Blasmusikträume – MC, CD
- 2001 30 let Moravanky Ach jó! – Ach né! – MC, CD
- 2001 Moravská láska - Musical – MC, CD
- 2003 30 let Moravanky – DVD
- 2011 Zlatá kolekce – 3CD

## Personální složení
[kdy?]
- Jan Slabák – trubka B, (kapelník)
- Fero Miko – trubka B solo
- Zbyněk Bílek – trubka B
- Mgr. Pavel Pálenský – trubka B
- Marian Juriga – tenor
- Jura Vydra – baryton
- Pavel Vydra – trombón
- Josef Kolář – klarinet Es
- Stanislav Pavlíček – klarinet B
- Miroslav Lukeš – tuba
- Milan Řihák – bicí nástroje
- Ivana Slabáková – zpěv, (moderátorka)
- Daniela Magalová – zpěv
- Břeťa Osička – zpěv